# Musée océanographique de Salammbô
Le musée océanographique de Salammbô, aussi appelé Dar El Hout en arabe, est le principal musée tunisien consacré à la mer. Il est situé à Carthage, en banlieue nord de Tunis, sur l'emplacement de son ancien port punique.

## Historique

Logo de l'INSTM en 2013.

Il est fondé en 1924 sous l'appellation de Station océanographique de Salammbô (SOS) ; il est alors une dépendance du musée océanographique de Monaco.
Il devient un musée à part entière lors de l'indépendance de la Tunisie en 1956. Le nom de SOS est changé en Institut national scientifique et technique d'océanographie et de pêche (INSTOP). Cette période est caractérisée par la création des annexes de La Goulette et de Sfax et la multiplication des programmes de recherche. En 1992, l'INSTOP est transféré du ministère de l'Agriculture au ministère de la Recherche scientifique et de la Technologie. Depuis, l'institut s'appelle Institut national des sciences et technologies de la mer (INSTM). Le Centre national d'aquaculture de Monastir lui est annexé en 1996.

## Bâtiment
Le bâtiment est un mélange d'Art déco primitif et d'emprunts à l'architecture locale. Le musée est un long parallélépipède perpendiculaire au rivage avec une façade donnant sur les anciens ports puniques. La blancheur de l'ensemble et les formes douces donne un cachet très méditerranéen au musée selon Charles Bilas et Thomas Bilanges. La proximité des vestiges des bâtiments de l'amirauté d'Hamilcar est symbolique et la forme basse et étirée a été un souci de l'architecte de ne pas dépasser la hauteur des constructions voisines.

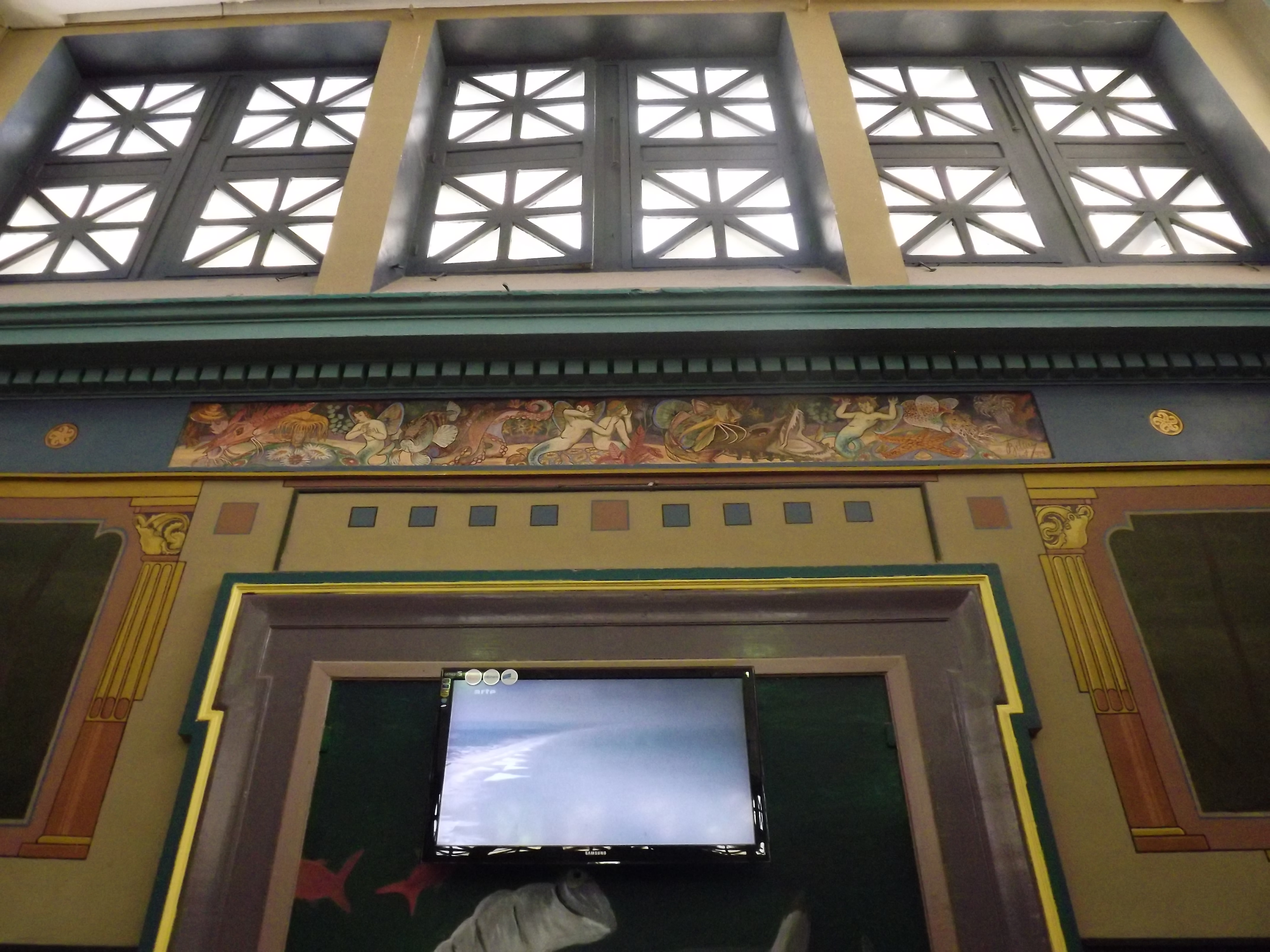
Atrium du musée.

Le volume central se détache des deux avant-corps ; il est garni du côté de la mer de tuiles vertes alors qu'il présente un attique à dentelure du côté des ports. Les deux avant-corps sont garnis de tuiles vertes et présentent des balustrades à croisillons sur les deux côtés. Du côté de la mer, le rez-de-chaussée présente une façade de facture classique alors que, de l'autre côté, une double rampe monte jusqu'au porche d'entrée qui se présente sous la forme d'une haute baie à arc en plein cintre.
La pièce phare du musée est l'imposant atrium de neuf mètres sur quinze, et de sept mètres de hauteur. La pièce est éclairée par un système de claustras en X qui reprend le motif de la balustrade.
Sous la corniche de cette même pièce court une fresque exécutée par un préparateur au Muséum national d'histoire naturelle de Paris et qui présente une faune marine stylisée.

## Musée
Conçu comme un espace essentiellement pédagogique, les collections du musée sont présentées dans onze salles portant sur la Tunisie « pays marin », la Tunisie et la Méditerranée, les aquariums d'eau douce, les lagunes tunisiennes, les migrations de l'anguille, les îles et les espaces protégés, le littoral, la communauté des oiseaux, les techniques de pêche, les poissons et les aquariums d'eau de mer.
Le musée est ouvert tous les jours de la semaine sauf le lundi selon l'horaire suivant :
- Horaire d’hiver : 10 h - 13 h et 15 h - 18 h
- Horaire d'été : 9 h - 12 h et 16 h - 19 h